# Битка при Варшава (1831)
Битката за Варшава от 6 и 7 септември (25 и 26 август по стар стил) 1831 година е щурмът и превземането на столицата на Полското кралство от руската армия, предвождана от генерал Иван Паскевич. Това е последното голямо сражение от руско-полската война от 1830 – 1831 година и решителен удар върху опита на поляците да отхвърлят руското владичество, продължило повече от 80 години след това.

## Предходни събития
Варшава е политическият център и материалната опора на полското въстание, избухнало през ноември 1830 година. Завладяването ѝ е основната цел на руското командване още от започването на активните бойни действия през февруари 1831, когато руските войски окупират западните предели на Полското кралство. Напредването им обаче е спряно в резултат на Гроховската битка и последвалите контраатаки на поляците. Обрат в бойните действия настъпва едва след битката при Остроленка през май, след която руснаците потушават бунтовете в Литва и съсредоточават силите си към Варшава. През юли руският главнокомандващ генерал Иван Паскевич пренася бойните действия на левия бряг на Висла. Един от подчинените му корпуси прекосява реката южно от Варшава и нахлува в Сандомежкото войводство, друг наближава от изток, а основната армия заобикаля от север и през Осек и Лович достига западните подстъпи на полската столица на 18 август.
Руските операции, улеснени от пасивната стратегия на полския главнокомандващ Ян Скжинецки, водят до остър недостиг на прехрана за близо четвърт милион войници и цивилни във Варшава. Генерал Ян Круковецки, който заема поста на Скжинецки в средата на август, отделя повече от 20 000 войници за събиране на продоволствие и прогонване на руснаците от десния бряг на Висла. За отбрана на града остават по-малко от 40 000 бойци, ¼ от които са слабо въоръжени новобранци, с 228 оръдия. По-голямата част от защитниците са съсредоточени в южния участък на укрепленията, състоящи се от две линии редути и стария вал, опасващ града. Част от редутите са оставени без охрана, поради недостиг на бойци. През това време силите на Паскевич нарастват до близо 80 000 бойци. На 6 септември, след като не успява да убеди поляците да се предадат без бой, той пристъпва към щурм на града.

## Битката
За да заблуди противника за истинските си намерения, руският главнокомандващ разгръща войските си на широк фронт. Атаките от юг – при Круликарня и Раковец, имат спомагателен характер и целят да отвлекат вниманието на защитниците. Основният удар е нанесен с два пехотни корпуса (общо 26 000 войници с повече от 140 оръдия) по най-добре укрепения участък от полската отбрана – предградието Вола, и съседните му позиции. Полското командване е изненадано и не успява да прати навреме подкрепления. В резултат външната отбранителна линия на Варшава е пробита. Опитът на поляците да си върнат изгубените укрепления се проваля. Сред загиналите е и командирът на защитниците на Вола генерал Юзеф Совински.
Крепостната артилерия спира временно руския щурм, но генерал Круковецки губи вяра в успеха и повежда преговори с Паскевич. Паузата в бойните действия продължава около денонощие. В ранния следобед на 7 септември, след като Сеймът отхвърля искането за безусловна капитулация, руският командир подновява атаките срещу втората отбранителна линия. След ожесточени боеве привечер руснаците завземат укрепленията около Волската и Йерусалимската митница. В предградията на Варшава избухват пожари, а полската армия е застрашена от обкръжение. По тази причина генерал Казимеж Малаховски (поел командването след като Сеймът снема правомощията на Круковецки) нарежда отстъпление. По споразумение с Паскевич, през нощта срещу 8 септември въстаническите войски се оттеглят на източния бряг на Висла и оттам в Плоцк, оставяйки Варшава в руски ръце.

## Резултати
По официални данни, победата при Варшава струва на руската армия повече от 10 000 бойци (в това число около 1800 убити, 1200 безследно изчезнали и 7500 ранени). Според някои историци действителните загуби достигат 16 000 души. Голяма част от ранените умират от раните си след битката, поради лошото състояние на руската санитарна служба.
Падането на Варшава намалява значително материалните средства на въстаниците за продължаване на съпротивата. Наред с главния си град с фабриките и населението му, поляците губят 132 оръдия, хиляди карабини и огромно количество муниции. Загубите в хора в двудневните боеве надвишават 7800 убити и ранени. Близо 2600 офицери и войници попадат в плен на 6 и 7 септември. В следващите дни още 5000, сред които Ян Круковецки, Игнаци Прондзински и други високопоставени командири, се предават сами на руснаците.
Въпреки падането на Варшава въстаниците все още разполагат с 60 000 войници, но волята им за съпротива е прекършена. По-голямата част от тях напускат пределите на Полското кралство и са разоръжени и интернирани от властите в Прусия и Австрия. Последната въстаническа крепост – Замошч, капитулира пред царските войски на 21 октомври.